# Kalangala (district)
Pour la ville, voir Kalangala.
Le district de Kalangala est un district d'Ouganda. Sa capitale est Kalangala.

## Géographie
Le district est constitué de 84 îles éparpillées dans le nord du lac Victoria. Ses principales activités sont le tourisme, la pêche et l'agriculture (plantations de palmiers à huile).